# Kadú
Aldo Geraldo Manuel Monteiro, plus communément appelé Kadú, est un footballeur angolais né le 30 novembre 1994 à Porto Amboim. Il évolue au poste de gardien de but.

## Biographie

### En club
Il joue un match avec l'équipe première du FC Porto lors de la saison 2011-2012. Ainsi, il est considéré comme champion cette saison là, même s'il ne fait pas véritablement partie du groupe professionnel,,.

### En sélection nationale
En décembre 2023, il est retenu dans la liste des vingt-sept joueurs angolais sélectionnés par Pedro Gonçalves pour disputer la Coupe d'Afrique des nations 2023.

## Palmarès
Avec le FC Porto :
- Champion du Portugal en 2012